# Козелл-Поклевский, Иосиф

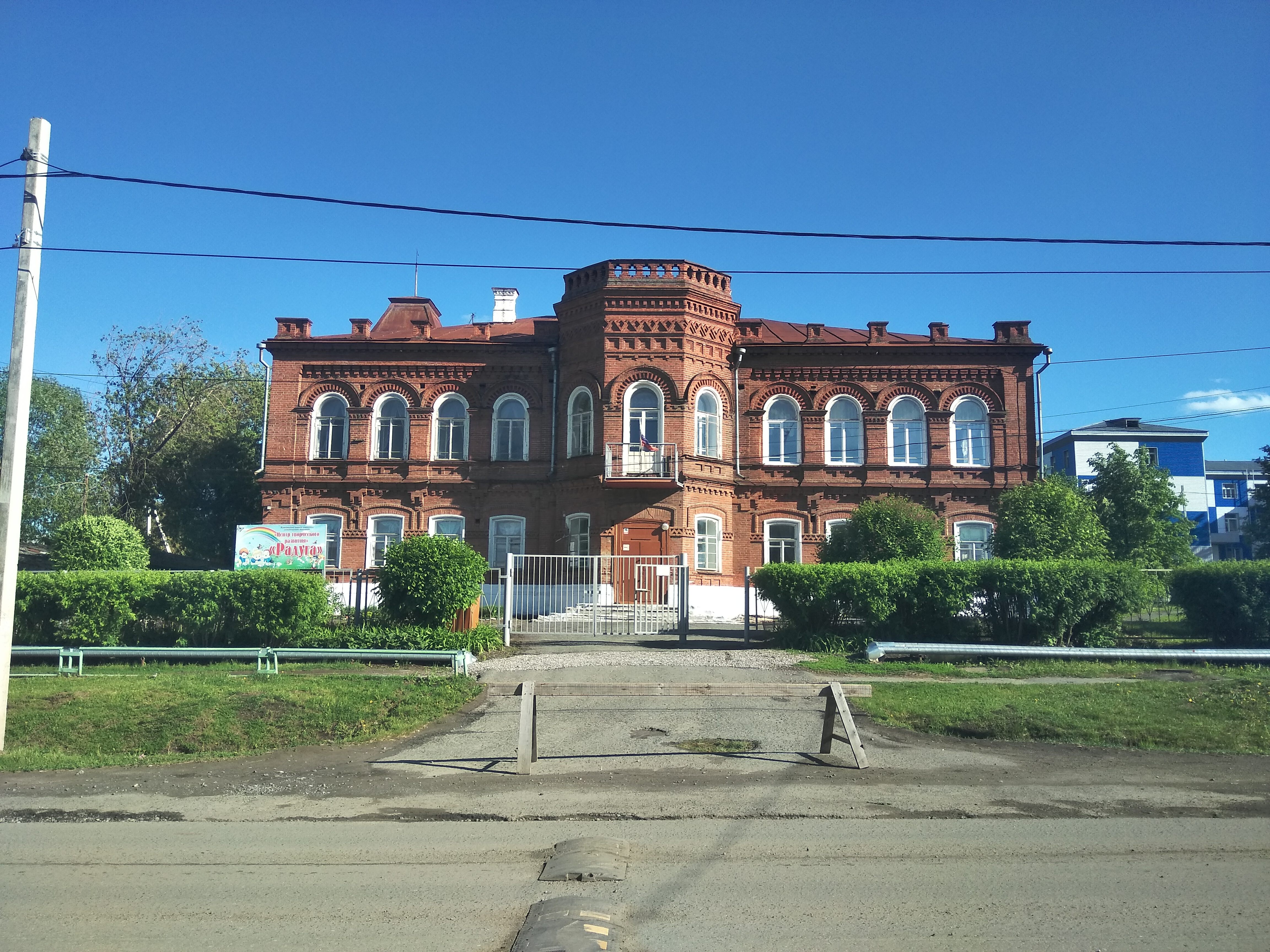

Иосиф Ко́зелл-Покле́вский (бел. Юзаф Ко́зел-Пакле́ўскі; польск. Józef Koziełł-Poklewski; 1845, Большой Сервечь, Минская губ. — 31.01.1915, г. Талица, Камышловский уезд, Пермская губерния) — участник польского восстания 1863 года.

## Биография
Родился в семье Яна Наполеона Козелл-Поклевского и Юзефы Таленсдорф. Братья: Ян, Винцент, Зенон и Михаил Козелл-Поклевские.
Участник польского восстания 1863 года.
После подавления восстания был отдан в солдаты в Омск.
Благодаря связям свояка Альфонса Фомича Поклевского-Козелл был направлен отбывать наказание на принадлежащий ему Талицкий винокуренный завод.
С 1890 — он руководитель конторы Талицких заводов, уполномоченный по делам торгового дома «Наследники А. Ф. Поклевского-Козелл».
Занимал ряд должностей в Пермской губернии.
Пожертвовал много денег на развитие образования и медицины Урала.
После его смерти в 1915 году, вдова Иосифа Козелл-Поклевского возвращается в Большой Сервечь для раздела наследства между наследниками.
Старший сын Юзеф получил Большой Сервечь. Винценту досталось недавно построенное имение Людвиново с фермой серебристых лис. Младший сын Тадеуш получил Костыки, в которых была водяная мельница.

## Семья
Был женат на Юлии Павловне Козелл-Поклевской, дочери Павла Козелл-Поклевского, владельца имения Декшне Вилькомирского уезда и участника восстания 1863 года.
От брака имел 3 сыновей: Юзефа, Винцента (в 1940 г. расстрелян НКВД в лагере под Козельском) и Тадеуша (в 1942 расстрелян немцами за участие в конспирации Армии Краёвой).
Внуки (по линии сына Юзефа): Елизавета, Изабелла, Юлия, Тадеуш и Михаил, которые в настоящее время проживают в Польше.